# Beardsley Ruml
Beardsley Ruml (5. listopadu 1894 – 19. dubna 1960) byl americký statistik, ekonom, podnikatel a poradce prezidenta USA Franklina Delano Roosevelta.

## Význam pro daňovou teorii a politiku
Je vlastně autorem tzv. záloh na daň z příjmů. V roce 1942 americký Kongres zvýšil kvůli válce prudce daně. Daně z příjmů se najednou měly dotknout milionů chudých Američanů, kterých se doposud netýkaly. Výzkum však ukazoval, že jen 5 ze 34 milionů osob, které měly daňovou povinnost k 15. březnu, mělo potřebnou částku skutečně naspořenou. Ministerstvo financí se tak oprávněně obávalo, že bude nutno zatýkat pro neplacení daní miliony lidí. Beardsley Ruml jako Rooseveltův poradce navrhl, aby zaměstnavatelé pravidelně strhávali zálohy na daně z příjmu z výplat zaměstnanců. Zrodil se tak systém zálohových plateb, který umožnil podstatně zvýšit objem vybraných daní, aniž by budil protesty veřejnosti. Po válce se tento systém rozšířil po celém světě.